# 蒂洛·薩拉辛
蒂洛·薩拉辛（德語：Thilo Sarrazin；1945年2月12日—）是一名德國政治家、作家、經濟學家，前德意志聯邦銀行董事局成員。
他也以出版大量具爭議性、探討德國前途及種族融合政策的書籍而聞名，著作如《德國自取滅亡》《惡意取代》等均引起轟動。

## 外部連結
- Interview with Thilo Sarrazin on the BBC show World Have Your Say （页面存档备份，存于）
- Spiegel interview （页面存档备份，存于）
- Thilo Sarrazin and His Comments on Muslims' Intelligence: The Joy of Despising Others